# Leleith Hodges
Lelieth Hodges, jamajška atletinja, * 22. junij 1953, Islington, Jamajka.
Nastopila je na olimpijskih igrah v letih 1972, 1976 in 1980, dvakrat je osvojila šesto mesto v štafeti 4×100 m. Na svetovnih prvenstvih je v isti disciplini osvojila bronasto medaljo leta 1983, na panameriških igrah srebrno medaljo leta  1979, na igrah Skupnosti narodov pa bronasto medaljo leta 1982.